# Poziția fortificată „Dacia”
„Poziția fortificată „Dacia” a reprezentat o poziție defensivă amenajată între râurile Prut și Siret la nord de șoseaua Iași–Târgu Frumos, destinată barării accesului în adâncimea Moldovei, spre sud. Aliniamentul acesteia se afla la sud de calea ferată dintre Pașcani și Târgu Frumos , continuând pe la nord de localitățile Heleșteni, Târgu-Frumos, Podu Iloaei, Lețcani și ajungând la nord-est de Iași.
Un loc important din punct de vedere strategic, regiunea Târgu Frumos se preta unui atac cu numeroase unități de blindate, drept care autoritățile au decis, în 1939 dată fiind declanșarea celui de-Al Doilea Război Mondial, construirea unui sistem de fortificații în acest areal. Lucrările au fost abandonate în luna iunie 1941, dată fiind intrarea României în război. În toamna anului 1943 însă, dat find că frontul se apropia tot mai mult de frontierele României, execuția proiectului a fost reluată de  autorități.
Având rolul de a acoperi comunicația favorabilă dintre Iași și Târgu Frumos necesară manevrei de forte si mijloace in spatele frontului, Poziția fortificată „Dacia” a permis valorificarea acesteia în primăvara anului 1944 când, datorită posibilității de deplasare ușoară și imediată situată în spatele linie de apărare, s-au putut respinge cu succes atacurile sovietice. Din start însă traseul poziției dintre Târgu-Frumos și Iași era defectuos, deoarece poziția se găsea în cea mai mare parte a ei pe o pantă lină, în condițiile în care creasta înălțimilor era în stăpânirea sovieticilor.
În spatele acesteia, la o distanță de circa 15 km se afla Poziția fortificată „Traian”, o puternică poziție defensivă destinată unei eventuale replieri organizate în cazul unui succes al ofensivei sovietice.